# Estación de Cocheras (Metro Ligero de Madrid)
Cocheras es una estación de la línea ML-3 de Metro Ligero Oeste situada junto a las cocheras del Metro Ligero, en la prolongación de la calle Edgar Neville, al oeste de la Ciudad de la Imagen de Pozuelo de Alarcón. Abrió al público el 27 de julio de 2007.
Su tarifa corresponde a la zona B1 según el Consorcio Regional de Transportes.

## Accesos
- Cocheras C/ Edgar Neville, 9

## Líneas y conexiones

### Metro Ligero
| << cabecera    | < estación      | línea | estación > | cabecera >>        |
| -------------- | --------------- | ----- | ---------- | ------------------ |
| Colonia Jardín | Ciudad del Cine |       | Retamares  | Puerta de Boadilla |

### Autobuses
| Diurnos |                                                     |                                        |                  |
| Línea   | Destino                                             | Parada                                 | Operador         |
| 571     | Boadilla del Monte (por Urbanización Montepríncipe) | 21156 Ctra. M511-Cocheras Metro Ligero | Empresa Boadilla |
| 573     | Boadilla del Monte (por Urbanización Montepríncipe) | 21156 Ctra. M511-Cocheras Metro Ligero | Empresa Boadilla |
| 571     | Madrid (Aluche)                                     | 21157 Ctra. M511-Cocheras Metro Ligero | Empresa Boadilla |
| 573     | Madrid (Moncloa)                                    | 21157 Ctra. M511-Cocheras Metro Ligero | Empresa Boadilla |